# (38174) 1999 JA113
1999 JA113 (asteroide 38174) é um asteroide da cintura principal. Possui uma excentricidade de 0.25310460 e uma inclinação de 5.27960º.
Este asteroide foi descoberto no dia 13 de maio de 1999 por LINEAR em Socorro.